# 大渕野々花
大渕 野々花（おおぶち ののか、2000年3月13日 - ）は、日本の女性声優、女優、歌手。埼玉県出身。所属事務所はe-stone musicとボイスキット（業務提携）、所属レーベルはflying DOG。

## 略歴
10歳の時に子役事務所に入所。小学校から高校時代にかけてドラマやバラエティに出演し、歌唱オーディション番組でも入賞を経験。大学時代には舞台への出演やABEMA・BS朝日で学生キャスターを務めるなど、マルチな才能を発揮する。
そうした中で、子供の頃からの「声優になりたい」という夢を諦めきれず、2021年、声優養成所に入所。その翌年、フライングドッグ主催オーディション「犬コン!」に応募し、声優・歌手・シンガーソングライター部門で特別賞を受賞。
2024年4月放送のテレビアニメ「怪異と乙女と神隠し」にてエンディングテーマを担当。同年5月22日にデビューシングル「朱く染めて心臓」を発売した。また同年10月1日より、声優事務所であるボイスキットと業務提携契約。

## 人物
趣味は読書、音楽鑑賞、激辛料理を食べること。音楽は父の影響から一青窈を好むほか、自身のデビュー曲を提供したNeruについて、小学生の頃から大好きと語っている。特技はニュース原稿読み。大学生の頃にはアナウンススクールにも通っていた。2022年には私立恵比寿中学の新メンバーオーディションに参加していた。

## 出演

### テレビアニメ
2024年
- 貼りまわれ!こいぬ（園児）
- 怪異と乙女と神隠し（高梨由利）
- 負けヒロインが多すぎる!（放送部部長）
- 星降る王国のニナ（女性の声、本物のアズール、侍女5）

2025年
- Sランクモンスターの《ベヒーモス》だけど、猫と間違われてエルフ娘の騎士として暮らしてます（リリ）
- 誰ソ彼ホテル（武藤ゆい）

### ゲーム
- 日常侵食型ミステリーゲーム Project COLD 視聴者参加型デスゲーム ALTÆR CARNIVAL（2024年、花崎薫）
- けものフレンズ3（2024年、イエウサギ[15]）
- エルゴスム（2024年、逢野ユイナ[16]）
- デスクトップ型ミステリーアドベンチャー Project:;COLD case.mirage（2025年、花崎薫）
- 大悪逆令嬢 ストラテジーオブリリィ（2025年、エリザベス・スカーレット・ペンローズ[17]）

### ラジオ
- NHKオーディオドラマ 青春アドベンチャー 青春離婚[18]（2017年 、佐古野郁美）
- NHKオーディオドラマ FMシアター 佐渡は居よいか住みよいか[19]（2019年、友里）
- FM FUJI「Room in the ear わんわん！れいののラジオ」[20]（2023年）
- FM FUJI「Room in the ear のののラジオ」[21]（2024年）
- 音泉「大渕野々花ののののべる」（2025年4月 - ）[22][23]

### テレビ番組
- TBS Sing! Sing! Sing!3rdシーズン
- NHK Eテレ Rの法則
- ABEMA AbemaNews
- BS朝日 News Access

### 舞台
- 文豪ストレイドッグス 黒の時代（2018年、エリス）
- リコリス・リコイル（2023年、クルミ）
- 文豪ストレイドッグス 共喰い（2023年、エリス  声の出演）
- リコリス・リコイル Life won’t wait.（2024年、クルミ）

## ディスコグラフィ

### シングル
|                      | 発売日        | タイトル       | 規格品番 | 規格品番   | 規格品番   | 最高位 |
| 直筆サイン入り限定盤 | 発売日        | タイトル       | 通常盤   | アニメ盤   |            | 最高位 |
| -------------------- | ------------- | -------------- | -------- | ---------- | ---------- | ------ |
| 1st                  | 2024年5月22日 | 朱く染めて心臓 | VTZL-242 | VTCL-35375 | VTCL-35375 | 51位   |
| 2nd                  | 2025年2月26日 | 最上級の心     | VTZL-253 | VTCL-35383 | VTCL-35384 | 34位   |

### タイアップ曲
| 楽曲           | タイアップ | 時期   |
| -------------- | --- | ------ |
| 朱く染めて心臓 | テレビアニメ『怪異と乙女と神隠し』エンディング主題歌                                                                      | 2024年 |
| 黒豹便のテーマ | テレビアニメ『終末トレインどこへいく?』第1話挿入歌                                                                        | 2024年 |
| 最上級の心     | テレビアニメ『Sランクモンスターの《ベヒーモス》だけど、猫と間違われてエルフ娘の騎士として暮らしてます』オープニング主題歌 | 2025年 |